# Hank Aaron
(Curt Simmons)
Hank Aaron, nome completo Henry Louis Aaron (Mobile, 5 febbraio 1934 – Atlanta, 22 gennaio 2021), è stato un giocatore di baseball statunitense.

## Biografia

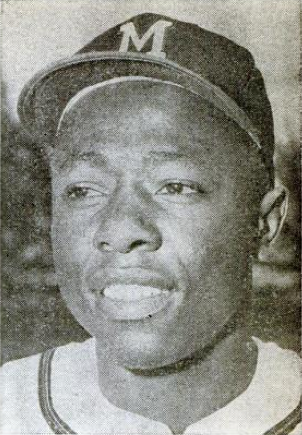
Aaron con i Milwaukee Braves nel 1960

Dopo aver giocato una stagione nella Negro League con gli Indianapolis Clowns nel 1952, nel 1954 ha esordito nella Major League Baseball (MLB) dove ha disputato complessivamente 23 stagioni: 21 con i Milwaukee Braves, poi Atlanta Braves, dal 1954 al 1974, e due con i Milwaukee Brewers (dal 1975 al 1976).
Ha vinto le World Series nel 1957, anno in cui fu nominato Most Valuable Player (MVP) della National League. Ha partecipato inoltre a 25 All-Star Game ed è entrato a far parte della Baseball Hall of Fame nel 1982. Gli Atlanta Braves e i Milwaukee Brewers hanno ritirato il suo numero 44.
Hank Aaron ha avuto una delle più consistenti carriere offensive della storia del baseball. Nel 1974 con il suo 715º fuoricampo superò il record di Babe Ruth, diventando il nuovo primatista della MLB. Nel 1999, per commemorare il 25º anniversario di tale evento, la MLB istituì l'Hank Aaron Award, che premia ogni anno il miglior giocatore offensivo di ciascuna lega.
Hank Aaron chiuse la carriera a 755 fuoricampo, record rimasto imbattuto fino al 2007, quando venne superato da Barry Bonds. Aaron detiene tuttora i record assoluti della MLB per totale basi (6 856), battute da extra-base (1 477) e punti battuti a casa (2 297). Ha vinto 3 Guanti d'oro (1958, 1959 e 1960). Soprannominato "Hammerin' Hank" o "The Hammer", nel 1991 ha pubblicato un'autobiografia intitolata I Had a Hammer.

## Palmarès

### Club
- World Series: 1

Milwaukee Braves: 1957

### Individuale
- MVP della National League: 1

1957
- MLB All-Star: 25

1955–1975
- Guanti d'oro: 3

1958–1960
- Miglior battitore della National League: 2

1956, 1959
- Leader della National League in fuoricampo: 4

1957, 1963, 1966, 1967
- Leader della National League in punti battuti a casa: 4

1957, 1960, 1963, 1966
- Giocatore del mese: 2

NL: maggio 1959, giugno 1967
- Giocatore della settimana: 1

NL: 14 aprile 1974
- Numero 44 ritirato dagli Atlanta Braves
- Numero 44 ritirato dai Milwaukee Brewers
- Formazione del secolo della MLB
- Club delle 3 000 valide

## Onorificenze

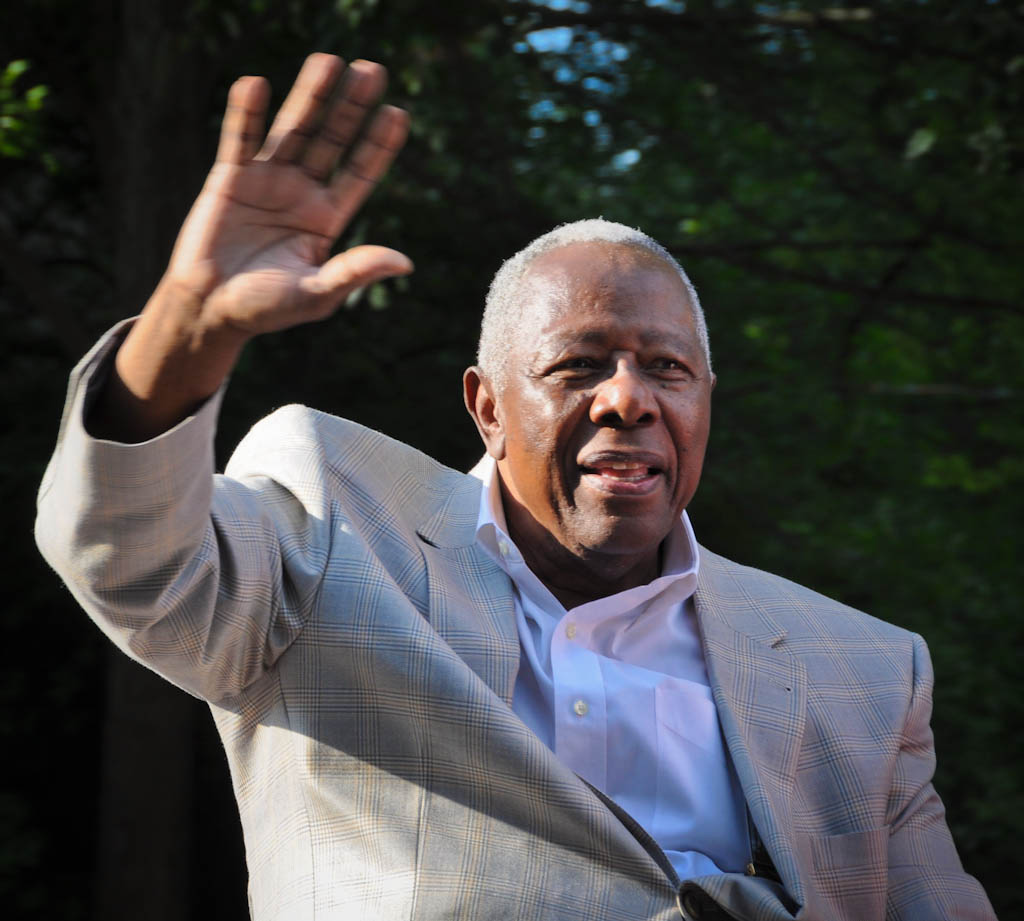
Hank Aaron nel 2013

## Statistiche
| Stagione    | G     | AB     | R     | H     | HR  | RBI   | BB    | SO    | AVG  | SLG  |
| ----------- | ----- | ------ | ----- | ----- | --- | ----- | ----- | ----- | ---- | ---- |
| 1954        | 122   | 468    | 58    | 131   | 13  | 69    | 28    | 39    | .280 | .447 |
| 1955        | 153   | 602    | 105   | 189   | 27  | 106   | 49    | 61    | .314 | .540 |
| 1956        | 153   | 609    | 106   | 200   | 26  | 92    | 37    | 54    | .328 | .558 |
| 1957        | 151   | 615    | 118   | 198   | 44  | 132   | 57    | 58    | .322 | .600 |
| 1958        | 153   | 601    | 108   | 196   | 30  | 95    | 59    | 49    | .326 | .546 |
| 1959        | 154   | 629    | 116   | 223   | 39  | 123   | 51    | 54    | .355 | .636 |
| 1960        | 153   | 590    | 102   | 172   | 40  | 126   | 60    | 63    | .292 | .566 |
| 1961        | 155   | 603    | 115   | 197   | 34  | 120   | 56    | 64    | .327 | .594 |
| 1962        | 156   | 592    | 127   | 191   | 45  | 128   | 66    | 73    | .323 | .618 |
| 1963        | 161   | 631    | 121   | 201   | 44  | 130   | 78    | 94    | .319 | .586 |
| 1964        | 145   | 570    | 103   | 187   | 24  | 95    | 62    | 46    | .328 | .514 |
| 1965        | 150   | 570    | 109   | 181   | 32  | 89    | 60    | 81    | .318 | .560 |
| 1966        | 158   | 603    | 117   | 168   | 44  | 127   | 76    | 96    | .279 | .539 |
| 1967        | 155   | 600    | 113   | 184   | 39  | 109   | 63    | 97    | .307 | .573 |
| 1968        | 160   | 606    | 84    | 174   | 29  | 86    | 64    | 62    | .287 | .498 |
| 1969        | 147   | 547    | 100   | 164   | 44  | 97    | 87    | 47    | .300 | .607 |
| 1970        | 150   | 516    | 130   | 154   | 38  | 118   | 74    | 63    | .298 | .574 |
| 1971        | 139   | 495    | 95    | 162   | 47  | 118   | 71    | 58    | .327 | .669 |
| 1972        | 129   | 449    | 75    | 119   | 34  | 77    | 92    | 55    | .265 | .514 |
| 1973        | 120   | 392    | 84    | 118   | 40  | 96    | 68    | 51    | .301 | .643 |
| 1974        | 112   | 340    | 47    | 91    | 20  | 69    | 39    | 29    | .268 | .491 |
| 1975        | 137   | 465    | 45    | 109   | 12  | 60    | 70    | 51    | .234 | .355 |
| 1976        | 85    | 271    | 22    | 62    | 10  | 35    | 35    | 38    | .229 | .368 |
| Statistiche | 3 298 | 12 364 | 2 174 | 3 771 | 755 | 2 297 | 1 402 | 1 383 | .305 | .555 |